# Frisky Dingo
Frisky Dingo es una serie animada estadounidense para adultos creada por Adam Reed y Matt Thompson para Adult Swim. La serie gira en torno al conflicto entre un supervillano llamado Killface y un superhéroe llamado Awesome X, alias el multimillonario Xander Crews, y gran parte del humor del programa se centra en parodiar clichés de superhéroes y películas de acción. Debutó el 16 de octubre de 2006 y su primera temporada finalizó el 22 de enero de 2007. La segunda temporada se estrenó el 26 de agosto de 2007 y finalizó el 23 de marzo de 2008. Una tercera temporada estaba en desarrollo, pero a falta de un contrato de renovación de Adult Swim, la preproducción cesó. La productora, 70/30 Productions, posteriormente cerró en enero de 2009.
Un spin-off, The Xtacles, se estrenó el 9 de noviembre de 2008, pero solo se emitieron dos episodios antes del cierre de la productora.

## Origen
Frisky Dingo fue creado por 70/30 Productions, el mismo grupo de animadores que trabajó en Laboratorio Submarino 2021. El nombre de la serie durante el desarrollo fue Whiskey Tango. Debido a que una banda ya estaba usando el nombre, se cambió a Whiskey Tango Six. Se determinó que este nombre no era lo suficientemente distinto para evitar demandas por infracción, por lo que los creadores dijeron en broma que llamarían al programa Frisky Dingo, y el nombre permaneció. En el episodio 113, se puede ver a Killface ingresando "Frisky Dingo" en la terminal de lanzamiento del Annihilatrix; esto se menciona en el segundo episodio de la segunda temporada, donde Sinn/Hooper comenta que "Frisky Dingo" es el código de lanzamiento del Annihilatrix.
Según un artículo en Atlanta Magazine, Whiskey Tango Six iba a ser el nombre de un grupo de seis superhéroes en el que se centraba el programa, encabezado por su esposo y esposa Jack y Grace Taggart. El equipo volaba en una nave espacial llamada Glennis. Killface iba a ser el villano principal, pero no un personaje importante. Durante las revisiones de los guiones de la serie, Killface se convirtió en el centro de la serie. Cuando Whiskey Tango Six fue reemplazado por Xander Crews/Awesome X y los Xtacles se desconoce.

## Personajes
Los dos personajes principales de la serie son Killface, un supervillano humanoide desnudo, de color blanco, ojos rojos, sin orejas, de 2,1 metros de altura, sin cabello y musculoso, que intenta destruir la Tierra con su invención, el Annihilatrix; y el magnate multimillonario Xander Crews, que lucha contra el crimen bajo el alias de superhéroe Awesome X. Tanto Killface como Xander son interpretados por el cocreador Adam Reed. Los dos tienen una relación cambiante, cambiando de enemigos a aliados poco dispuestos en muchas ocasiones.
Otros personajes importantes incluyen al hijo de Killface, Simon – voz por Christian Danley –, un fanático de Hannah Montana, con sobrepeso, cabello rubio, piel pálida, sexualmente confundido, adolescente, que viste chalecos de suéter y exhibe una rebelión adolescente murmurando y rompiendo tazónes para cereal; la periodista Grace Ryan, exnovia de Xander Crews, se convirtió en Antagone, una villana tóxica y radiactiva alimentada por hormigas; Sinn - voz de Kelly Jenrette - más tarde conocida como Hooper, originalmente compañero de Killface y más tarde su enemigo; y los Xtacles, el equipo de Awesome X, tropas distraídas y notablemente ineptas, potenciadas con cohetes.

## Desarrollo
Frisky Dingo tiene lugar principalmente en y alrededor de una gran ciudad llamada simplemente "Town" o "The Town". Su nombre real que nunca se menciona se convierte en una broma a lo largo de la serie. A pesar de su falta de un nombre específico, se presentan mapas de "Town" a lo largo de la serie, que se parecen mucho a los mapas de carreteras interestatales de la ciudad de Atlanta, Georgia, donde 70/30 Studios se basó. La evidencia adicional de que "Town" es Atlanta es la presencia de edificios que se parecen sospechosamente a Cotton Mill Lofts (una ubicación que en su momento alojó operaciones de producción para 70/30) que se incendiaba en el segundo episodio, "Meet Awesome-X". Además, en el episodio en el que Killface está con la congregación de la iglesia afroamericana, lleva lo que parece ser la camiseta de fútbol de Atlanta Falcons de Michael Vick.